# Здание музея АЗЛК
Здание Музе́я АЗЛК (Здание музея истории Автомобильного завода имени Ленинского комсомола) — здание в Москве, построенное для музея АЗЛК по проекту Юрия Регентова с дизайном интерьеров работы Владимира Вядро. Музей был открыт в 1980 году, во время Олимпиады-80, что частично повлияло на его стилистику. В 1996-м музей был закрыт по причине банкротства завода-владельца. С 2016 по 2020 год в помещениях здания был расположен Музей восстания машин. В начале июня 2021 здание бывшего музея АЗЛК в Текстильщиках обнесли забором и начали подготовку к реконструкции или демонтажу, о деталях этой реконструкции или проектах общественности не сообщалось. В январе 2022 года начался снос здания. К концу марта здание музея АЗЛК было полностью разобрано.

## История создания
По сообщениям сотрудников завода, инициатором создания музея стал главный инженер Юрий Бородин. Вдохновившись посещением музея завода «Татра» в чехословацком городе Копршивнице, он задумал создать подобное учреждение при АЗЛК. Здание музея АЗЛК является наиболее известной работой московского архитектора Юрия Регентова. Архитектурный проект музея разработанный в 1975—1978 годах, к 50-летию АЗЛК, уникален. Здание со строгой осевой симметрией плана и фасада по форме напоминает летающую тарелку. В целом архитектура его стоит на стыке архитектурного футуризма и модернизма. Строение имеет площадь 1337 м² при общей площади участка 0,55 га. В отделке были использованы модные материалы: стекло и алюминий, которые должны были подчеркнуть современные тенденции АЗЛК и подчёркивала эстетику советского технического прогресса. Строительство музея было завершено в 1980 году. К Олимпиаде-80 в Москве было построено большое количество минималистичных зданий (смотри Олимпийские сооружения Москвы) и простая круглая форма нового здания музея отлично вписалось в эту идею. Здание быстро стало одним из символов эпохи.

### Концепция музея и интерьеры
Изначальная концепция музея была ближе к выставочному комплексу для демонстрации современных образцов продукции завода, но по ходу проектирования основной упор был все же сделан на историческую составляющую экспозиции. Несмотря на относительно скромные размеры самого здания, экспозиция получилась довольно внушительной. Машины выставлялись по кругу, огибая центральную опору здания, по центру был закреплён и основной круговой светильник. «Благодаря такой абсолютной центричности при взгляде на экспозицию возникало ощущение особенной торжественности происходящего в выставочном зале, а посетитель, следуя по кругу, оказывался вовлечённым в водоворот автомобильной истории».
Внутренней отделкой помещений занимался художник завода Владимир Вядро.
Под купольной крышей открывшегося зала разместились классические модели отечественного автопрома, включая первые «Форды» 1930-х годов, и экспериментальные проекты, которые на заводе только проходили стадию создания образца. Кроме того, в составе экспозиции находились уникальные экземпляры, никогда не выходившие в массовом производстве. Формирование выставки происходило вокруг центральной опоры помещения, на которой был смонтирован круговой светильник. Лев Железняков, бывший замдиректора музея, описывал подготовку пространства музея под руководством художника завода к первой выставке следующим образом:
Не было ни пандуса, ни спирали: автомобили расставили веером от центрального столба. Столб, конечно, тоже был лишним: вообще-то купольные покрытия предполагают безопорное пространство. Крыша была ступенчатой, не гладкой. И проблема была — сделать так, чтобы она не протекала. Стыки были проблемными. Каждый лист вырезался индивидуально — здание же не прямоугольное.

## Статус здания
Музей АЗЛК не является и никогда не являлся объектом культурного наследия, несмотря на свою относительную известность. «Поставить на охрану серию олимпийских объектов, построенных к 1980 году, — говорит генеральный секретарь российской секции DoCoMoMo (международного общества сохранения современной архитектуры) Николай Васильев, — мы не успели. Но в случае с музеем АЗЛК этим заняться ещё не поздно». Однако проекты планировок территории, будущие землеотводы и уже запроектированные новые здания были согласованы и утверждены.

## Закрытие музея и снос
В 1996 году в связи с первым официальным объявлением о банкротстве завода «Москвич», Музей АЗЛК был закрыт. С 2012 года здание музея стояло пустым и закрытым для публики, но в декабре 2016 года генеральный директор компании «Музей восстания машин» Андрей Синельников объявил о размещении новой экспозиции в заброшенном здании. Учреждение начало свою работу 2 января 2017 года, но весной 2021 года здание уже было огорожено забором. Представители Дептранса прорабатывали вопрос о постоянном размещении выставки исторических автомобилей в здании «тарелки». Тем не менее инициатива транспортных музейщиков, хоть они также представляют город, пока что увязла в инстанциях. В январе 2022 года начался снос здания музея. К концу марта здание музея АЗЛК было полностью разобрано.